# Pyrausta neocespitalis
Pyrausta neocespitalis là một loài bướm đêm trong họ Crambidae.